# 小叶葛
小葉葛（V．pavifolia）為植物界之一植物種類。該植物於植物分類表上，歸於被子植物門（Angiospermae）雙子葉植物綱（Magnoliopsida）鼠李目( Rhamnales) 葡萄科 （Vitaceae）。